# I'm in the House
I'm in the House is een nummer van de Amerikaanse dj Steve Aoki uit 2009, in samenwerking met Black Eyed Peas-frontman Will.i.am onder zijn alter ego Zuper Blahq.
Het nummer flopte in Amerika, maar het in het Verenigd Koninkrijk en het Nederlandse taalgebied wel een klein hitje. In Nederland behaalde het de 2e positie in de Tipparade, en in de Vlaamse Ultratop 50 werd een bescheiden 43e positie gehaald.